# マウリツィオ・ルチーディ
マウリツィオ・ルチーディ（Maurizio Lucidi, 1932年 - 2005年）は、イタリアの映画監督、脚本家、編集技師である。職業的別名にモーリス・A・ブライト（Maurice A. Bright）、マーク・ランダー（Mark Lander）がある。

## 来歴・人物
1932年、トスカーナ州フィレンツェに生まれる。
1959年、アルベルト・カヴァルカンティ監督の『初めての夜』に編集技師としてクレジットされたのが、もっとも古い記録である。ヴィットリオ・コッタファーヴィが監督した『豪勇ゴライアス』等のソード&サンダル（剣戟映画）ものを多く編集している。1962年には、ディーノ・リージ監督のイタリア式コメディ『追い越し野郎』、翌年には同じく『怪物たち』の編集技師を務める。
1964年、ピエル・パオロ・パゾリーニが監督した『奇跡の丘』で助監督を務め、翌1965年には、「モーリス・A・ブライト」の名で『巨人たちの挑戦』を監督し、映画監督業に進出した。1967年に監督した『虐殺砦の群盗』以降は、編集技師として同様に本名を名乗る。
1990年代にはテレビ映画の監督が中心になるが、1992年には、オーソン・ウェルズが製作を開始したものの現在もなお完成していない映画『ドン・キホーテ』のオリジナル版編集にクレジットされている。1997年に「マーク・ランダー」の名で監督した、イタリア・チェコ合作によるビデオ映画『婦人科学者』を最後に、映画の現場を去っている。
2005年、ローマで死去した。満72-73歳没。

## フィルモグラフィ
一部を除きインターネット・ムービー・データベースに掲載された一覧である。
- 『初めての夜』 La prima notte : 監督アルベルト・カヴァルカンティ、1959年 - 編集

- 『豪勇ゴライアス』 La vendetta di Ercole, 英語題 Goliath and the Dragon : 監督ヴィットリオ・コッタファーヴィ、1960年 - 編集
- 『血とバラ』 Et mourir de plaisir, 英語題 Blood and Roses : 監督ロジェ・ヴァディム、1960年 - 編集
- 『海賊の王者』 Morgan il pirata, 英語題 Morgan, the Pirate : 監督アンドレ・ド・トス、1960年 - 編集
- 『コール22-22 シェリダン中尉』 Chiamate 22-22 tenente Sheridan : 監督ジョルジオ・ビアンキ、1960年 - 編集
- 『黒い砦』 I tartari : 監督フェルディナンド・バルディ、1961年 - 編集
- 『アトランティス征服』 Ercole alla conquista di Atlantide, 英語題 Hercules and the Conquest of Atlantis : 監督ヴィットリオ・コッタファーヴィ、1961年 - 編集
- 『セクシーの夜』 Sexy al neon : 監督エットーレ・フェッキ、1962年 - 編集
- 『守衛の交代』 Il cambio della guardia : 監督ジョルジオ・ビアンキ / セルジオ・レオーネ（ノンクレジット）、1962年 - 編集
- 『追い越し野郎』 Il sorpasso, 英語題 The Easy Life : 監督ディーノ・リージ、1962年 - 編集
- 『成功野郎』 Il successo : 監督マウロ・モラッシ / ディーノ・リージ（ノンクレジット）、1963年 - 編集
- 『怪物たち』 I mostri : 監督ディーノ・リージ、1963年 - 編集
- 『奇跡の丘』 Il vangelo secondo Matteo, 英語題 The Gospel According to St. Matthew : 監督ピエル・パオロ・パゾリーニ、1964年 - 助監督
- 『容易い愛』 Amore facile : 監督ジャンニ・プッチーニ、1964年 - 編集
- 『ハンドレッド・ホースメン』 I cento cavalieri : 監督ヴィットリオ・コッタファーヴィ、1964年 - 編集
- 『兵隊たちと伍長たち』 Soldati e caporali : 監督マリオ・アメンドーラ、1965年 - 編集
- 『巨人たちの挑戦』 La sfida dei giganti, 英語題 Hercules the Avenger : 1965年 - 監督（「モーリス・A・ブライト」名義）・編集（初監督作品）
- 『トレドの男』 L'uomo di Toledo : 監督エウヘニオ・マーティン、1965年 - 編集
- 『荒野の渡り者』 Gli uomini dal passo pesante : 監督アルバート・バンド、1965年 - 編集
- 『復讐の用心棒』 Due once di piombo : 1966年 - 監督、「モーリス・A・ブライト」名義
- 『男たちの掟』 Les grandes gueules : 監督ロベール・アンリコ、1966年 - イタリア版編集（ノンクレジット）
- 『ほとんどなかったクリスマス』 Il Natale che quasi non fu, 英語題 The Christmas That Almost Wasn't : 監督ロッサノ・ブラッツィ、1966年 - 編集
- 『虐殺砦の群盗』 Pecos è qui: prega e muori : 1967年 - 監督
- 『荒野の金貨』 La più grande rapina del west : 1967年 - 監督
- 『暁の用心棒』 Un dollaro tra i denti : 監督ルイジ・ヴァンツィ（ヴァンス・ルイス名義）、1967年 - 編集
- 『シナイでの五日間』 Hamisha Yamim B'Sinai : 1969年 - 監督・脚本
- 『ゼロ/奪還!最高軍事機密』 Probabilità zero : 1969年 - 監督・脚本

- 『愛して愛して子猫ちゃん』 Pussycat, Pussycat, I Love You : 監督ロッド・アマトー、1970年 - 出演（映画監督役）
- 『定められた生贄』 La vittima designata : 1971年 - 監督・原案
- Si può fare... amigo : 1972年 - 監督
- 『最後の大犯罪』 L'ultima chance : 1973年 - 監督・脚本
- 『二つの心と一つのチャペル』 Due cuori, una cappella : 1975年 - 監督
- 『ロジャー・ムーアinシシリアン・クロス/闇の仕掛人を消せ』 Gli esecutori : 1976年 - 監督・原案・脚本
- Il marito in collegio : 1977年 - 監督
- Tutto suo padre : 1978年 - 監督

- 『ヴァカンスの夫』 Il marito in vacanza : 1981年 - 監督
- 『なぜわれわれは愛し合わないのか?』 Perché non facciamo l'amore? : 1981年 - 監督
- 『天国のシャンペン』 Champagne in paradiso : 監督アルド・グリマルディ、1983年 - 監督（ノンクレジット）
- 『海の狼』 Il lupo di mare : 1987年 - 監督
- 『バンパイア・イン・ベニス』 Nosferatu a Venezia, 英語題 Vampire in Venice : 監督アウグスト・カミニート、1988年 - 監督（ノンクレジット）

- Il gorilla nel paradiso dei forzati : テレビ映画、1990年 - 監督
- Le gorille: Le Gorille dans le cocotier : テレビ映画、1991年 - 監督
- 『ドン・キホーテ』 Don Quijote de Orson Welles, 英語題 Don Quixote : 監督オーソン・ウェルズ、1992年 - オリジナル版編集
- Il prezzo del denaro : テレビ映画、1995年 - 監督・原案・脚本
- La casa dove abitava Corinne : テレビ映画、1996年 - 監督
- 『主演ピーター・マーテル』 Starring Peter Martell : 監督、短篇ドキュメンタリー映画、1997年 - 本人役で出演
- 『婦人科学者』 Gynekolog : ビデオ映画、1997年 - 監督、「マーク・ランダー」名義

## 関連事項
- イタリア式コメディ
- アルベルト・カヴァルカンティ （en:Alberto Cavalcanti）
- ヴィットリオ・コッタファーヴィ （en:Vittorio Cottafavi）
- アンドレ・ド・トス （en:André de Toth）
- ジョルジオ・ビアンキ （en:Giorgio Bianchi）
- フェルディナンド・バルディ （en:Ferdinando Baldi）
- エットーレ・フェッキ （Ettore Fecchi）
- マウロ・モラッシ （Mauro Morassi）
- ジャンニ・プッチーニ （en:Gianni Puccini）
- マリオ・アメンドーラ （en:Mario Amendola）
- エウヘニオ・マーティン （es:Eugenio Martín）
- アルバート・バンド （en:Albert Band）
- ルイジ・ヴァンツィ （en:Luigi Vanzi）
- ロッド・アマトー （en:Rod Amateau）
- アルド・グリマルディ （it:Aldo Grimaldi）
- ピーター・マーテル （it:Peter Martell）
- ファブリツィオ・ファヴロ （Fabrizio Favro）
- アウグスト・カミニート （it:Augusto Caminito）

## 註
1. 1 2 3 4 5 6 7 8 9 10 11 12  Maurizio Lucidi, インターネット・ムービー・データベース （英語）, 2011年2月14日閲覧。
2. ↑  Maurizio Lucidi, allmovie （英語）, 2011年2月14日閲覧。